# Greta Andersen
Greta Marie Andersen (Copenaghen, 1º maggio 1927 – 6 febbraio 2023) è stata una nuotatrice danese naturalizzata statunitense, campionessa olimpica nei 100 m stile libero nel 1948, che si poi è distinta per diverse traversate in mare aperto su lunghe distanze.

## Biografia

### La carriera in piscina
Greta Andersen iniziò a praticare nuoto agonistico a sedici anni nel club Triton, allenata da Else Jacobsen, che aveva vinto una medaglia alle Olimpiadi del 1932. Nel 1946 cambiò società e si unì alla DKG, dove ebbe Ingeborg Paul-Petersen come allenatrice.
Ai campionati europei di nuoto del 1947 a Monaco di Baviera conquistò la medaglia di bronzo nei 100 m stile libero e l'oro nella staffetta 4 x 100 m stile libero.
Alle Olimpiadi di Londra nel 1948 vinse la medaglia d'oro nei 100 metri stile libero e fu una delle quattro componenti della staffetta danese che ottenne la medaglia d'argento nella 4 x 100 m stile libero.
Nel 1949 stabilì il record del mondo delle 100 yarde stile libero con 58" 2, che rimase imbattuto fino al 1956.
Nel 1950 fece una lunga tournée negli Stati Uniti. Al rientro in Europa vinse tre medaglie ai campionati europei del 1950, tra cui l'oro nei 400 m stile libero.
Partecipò anche alle Olimpiadi del 1952 a Helsinki, ma fu limitata da un infortunio ad una gamba e non ottenne piazzamenti sul podio né nelle gare individuali né nella staffetta.

### Il nuoto di gran fondo
A metà degli anni 1950 Greta Andersen si trasferì negli Stati Uniti. Si stabilì a Long Beach in California, si sposò con John Sonnichsen ed ottenne la cittadinanza statunitense.
Contemporaneamente iniziò una nuova carriera come nuotatrice di gran fondo professionista. 
Dal 1957 al 1965 compì cinque traversate della Manica, impresa che le valse il titolo di Queen of the Channel ("Regina della Manica"), attribuito dalla Channel Swimming Association alle donne che hanno attraversato più volte lo stretto a nuoto. Nel 1958 stabilì il nuovo record femminile nel tragitto dalla Francia all'Inghilterra con 11 ore e 1 minuto. Nel 1959 venne nominata "Donna sportiva dell'anno" dal Los Angeles Times.
Nel 1960 aprì una scuola di nuoto assieme al marito, dove si dedicò in particolare ad insegnare nuoto all'infanzia.
Nel 1969 fu inserita nella International Swimming Hall of Fame, la Hall of Fame internazionale del nuoto.